# Hidilyn Díaz
Hidilyn Díaz y Francisco de Naranjo  (pronunciación en tagalo: [haɪdɪˈlin]; Zamboanga, 20 de febrero de 1991) es una levantadora de pesas y aviadora filipina, ganadora de la medalla de oro en la categoría femenina de 55 kg para levantamiento de pesas en los Juegos Olímpicos de Tokio 2020. Inició su trayectoria en Juegos Olímpicos en 2008, donde fue la competidora más joven en la categoría femenina de 58 kg. En los Juegos Olímpicos de Verano de 2016, Díaz ganó la medalla de plata en la división femenina de peso de 53 kg, poniendo fin a la sequía de 20 años de medallas olímpicas de Filipinas. El 26 de julio de 2021, Díaz ganó la primera medalla de oro olímpica de Filipinas en los Juegos Olímpicos de verano de 2020 para halterofilia femenina. Además de establecer récord olímpico para la categoría de 55 kg al levantar un total de 224 kg.

## Primeros años y educación
Hidilyn Díaz es la quinta de seis hijos de Eduardo y Emelita Diaz. Su padre es agricultor y pescador. En sus inicios en el deporte practicó baloncesto y voleibol. Se inició en el levantamiento de pesas acompañada de su primo, Allen Jayfrus.
Asistió a la Universidad de Zamboanga donde obtuvo una licenciatura en [[Ciencias de la mares
computación|informática]]. Después de ganar una presea en los Juegos Olímpicos de 2016, Díaz decidió continuar su educación relacionada con los deportes en Manila.

## Carrera competitiva
Fue seleccionada como invitada especial a los Juegos Olímpicos de Verano por la Asociación de Halterofilia de Filipinas a principios de 2008. Es la primera levantadora de pesas femenina en competir por Filipinas en los Juegos Olímpicos, y la sexta levantadora de pesas en general (la primera fue Rodrigo del Rosario compitiendo en los Juegos Olímpicos de Londres de 1948). Compitiendo en la categoría femenina de 58 kg, Diaz, de 17 años, levantó 85 kg en el arranque y 107 kg en dos tiempos para un total de 192 kg, rompiendo su propio récord en los Juegos asiáticos del Sureste de 2007.

### Juegos Olímpicos de Verano de 2012
Díaz se convirtió en la primera levantadora de pesas filipina en competir en dos Juegos Olímpicos consecutivos. Durante los Juegos Olímpicos de Londres 2012, Díaz fue elegida para ser la abanderada durante la Ceremonia de Apertura.   

### Juegos Olímpicos de Verano 2020
El 26 de julio de 2021, Díaz ganó la medalla de oro en los Juegos Olímpicos de Verano de 2020 en Tokio. Esta fue la primera medalla de oro ganada por una atleta filipino desde la primera aparición del país en los Juegos Olímpicos en 1924. Estableció un nuevo récord olímpico con un peso combinado de 224 kg.
Los logros de Díaz en los Juegos Olímpicos de Verano de 2020 fueron notables, ya que vivía exiliada en Malasia desde febrero de 2020, debido a las restricciones de viaje impuestas por los gobiernos para contener la pandemia de COVID-19. Según la guía de su entrenador, Gao Kaiwen, Diaz inicialmente fue a entrenar a Malasia en febrero de 2020 porque Gao pensó que sería mejor para ella mientras se concentraba en clasificar para Tokio. Sin embargo, una vez que Malasia implementó su Orden de Control de Movimiento en abril de 2020, que cerró los gimnasios dentro de la región capital de Kuala Lumpur (Valle de Klang), improvisó usando palos de bambú y grandes botellas de agua como equipo de levantamiento de pesas improvisado. En octubre de 2020, se mudó al estado costero sureño de Malaca, donde han estado viviendo en una casa propiedad de un oficial de levantamiento de pesas malasio en Jasin. Sin embargo, el gobierno de Malasia luego implementó restricciones periódicas en gimnasios y actividades deportivas dentro de 2021 (para reducir la interacción social y contener la propagación del coronavirus), lo que la obligó a hacer ejercicio en la sofocante cochera al aire libre de la casa en los meses inmediatos antes de la Juegos Olímpicos de Verano de 2020.